# Насекомые в 10-м издании Системы природы

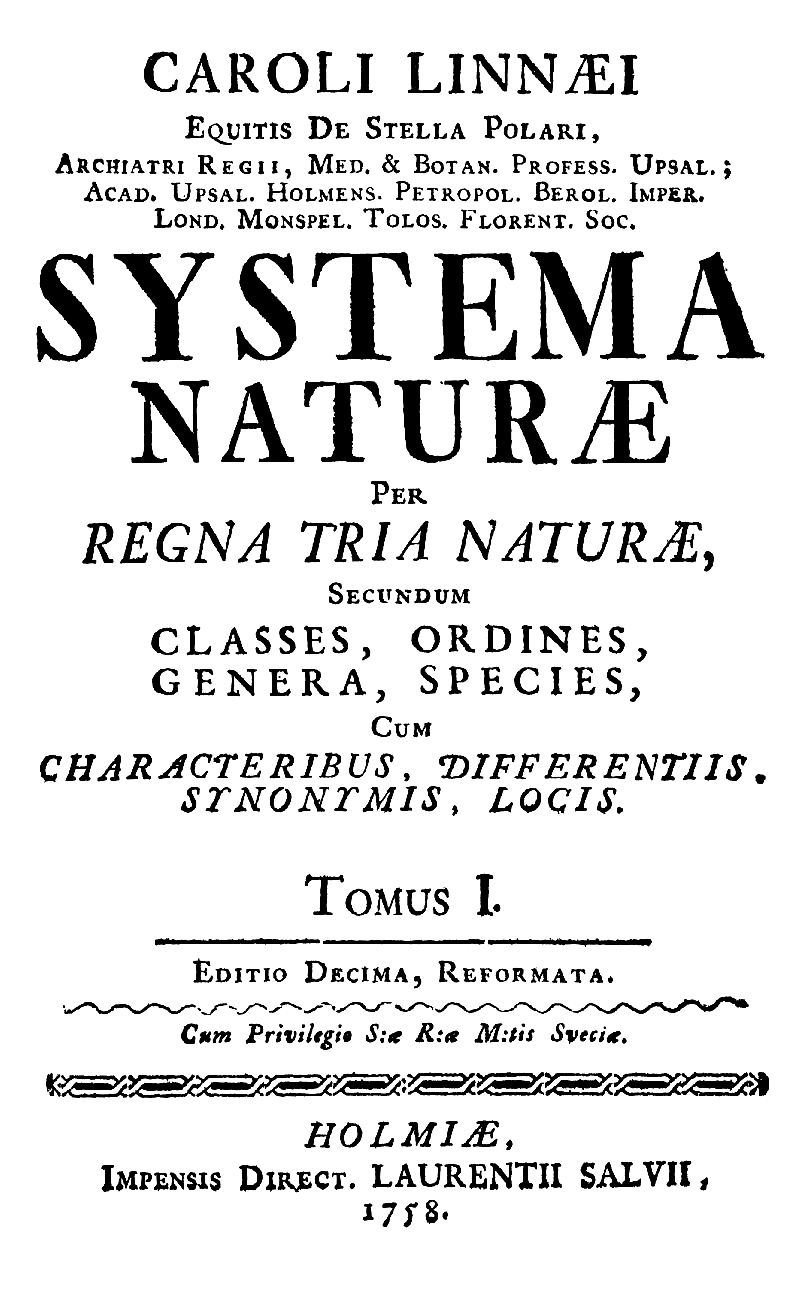
Титульный лист 10-го издания Системы природы

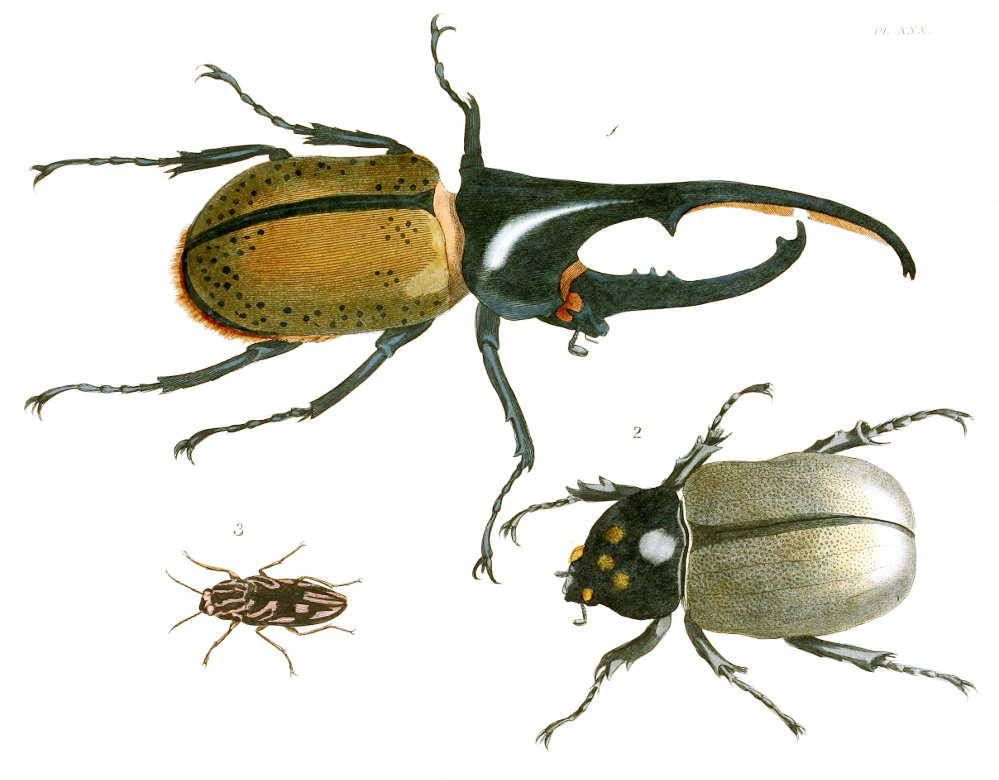
Жук Scarabaeus hercules (ныне Dynastes hercules) был первым видом в Линнеевском классе «Insecta».

В 10-м издании Системы природы (Systema Naturae, 1758) шведского натуралиста Карла Линнея классифицируются членистоногие, включая насекомых, паукообразных и ракообразных, среди них класс «Insecta».

## Отряды
Карл Линней делил класс Насекомые на 7 отрядов, основываясь главным образом, на строении крыльев и предложив следующий ключ, или определитель:
- 4 крыла

- пары несходные

- передние крылья жёсткие: Coleoptera
- передние крылья полужёсткие: Hemiptera

- пары сходные

- крылья с чешуйками: Lepidoptera
- крылья перепончатые

- Без жала: Neuroptera
- С жалом: Hymenoptera

- 2 крыла: Diptera
- 0 крыльев: Aptera

## Роды
- Coleoptera: Scarabaeus, Dermestes, Hister, Attelabus, Curculio, Silpha, Coccinella, Cassida, Chrysomela, Meloe, Tenebrio, Mordella, Staphylinus, Cerambyx, Cantharis, Elater, Cicindela, Buprestis, Dytiscus, Carabus, Necydalis, Forficula, Blatta & Gryllus
- Hemiptera: Cicada, Notonecta, Nepa, Cimex, Aphis, Chermes, Coccus & Thrips
- Diptera[1]: Oestrus, Tipula, Musca, Tabanus, Culex, Empis, Conops, Asilus, Bombylius & Hippobosca
- Hymenoptera: Cynips, Tentheredo, Ichneumon, Sphex, Vespa, Apis, Formica & Mutella
- Lepidoptera: Papilio, Sphinx, Phalaena
- Neuroptera: Libellula, Ephemera, Phryganea, Hemerobius, Panorpa & Raphidia
- Aptera: Lepisma, Podura, Termes, Pediculus, Pulex